# Конверт первого полёта

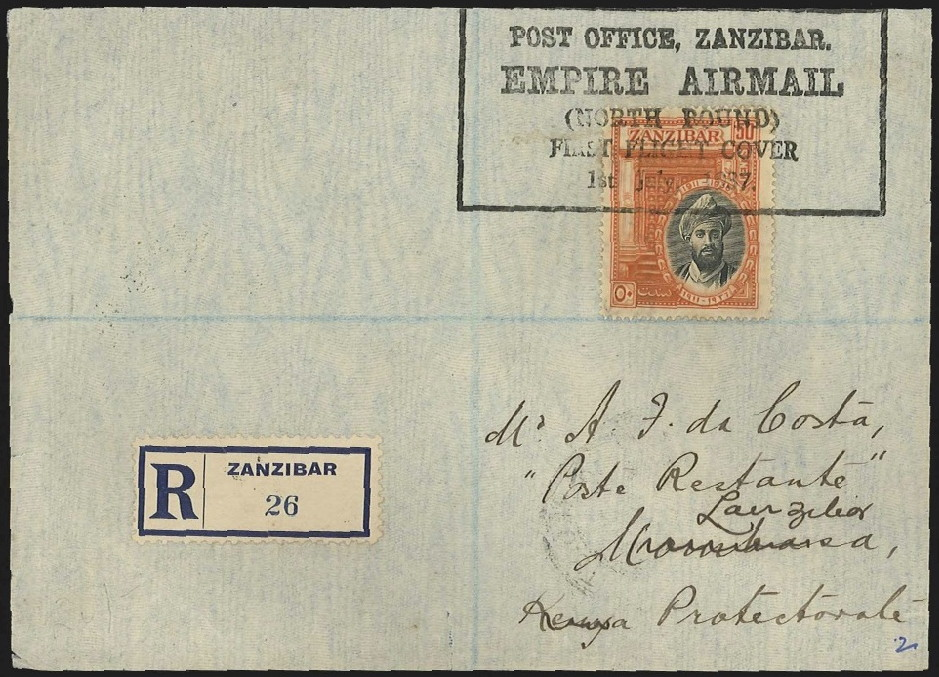
Заказной конверт первого полёта авиакомпании «Империал Эйруэйз» по авиапочтовому маршруту из Занзибара в Кению 1 июля 1927 года с почтовой маркой, погашенной почтовым штемпелем с текстом «First Flight Cover» («Конверт первого полёта»)

Конверт первого полёта (англ. first flight cover), также известный по аббревиатуре «КПП» (FFC), — в аэрофилателии, одной из областей филателии, почтовое отправление, которое было перевезено первым рейсом авиакомпании, маршрута или воздушного судна, как правило, с оттиском почтового штемпеля с датой полёта, часто прибытия в пункт назначения, доказывающим, что оно на самом деле перевезено на борту самолёта, а также может иметь на конверте специальный посвящённый этому рейсу рисунок и (или) оттиск почтового штемпеля прибытия. Поскольку многие конверты первого полёта, по существу, изготавливались как коллекционные предметы, то их можно считать филателистическими конвертами, хотя некоторые относят их к истории почты.

## Описание и коллекционирование
С появлением возможности авиационных перелётов почти сразу на самолётах начали перевозить почтовые отправления между удаленными точками по всему миру. В США и Германии доставка писем авиапочтой была встречена с таким же национальным энтузиазмом и помпой, как были встречены первые полёты на Луну американских астронавтов. Соответственно многие люди отправляли филателистические конверты самим себе или друзьям, которые перевозились этими рейсами, для того, чтобы у них осталась память об этом историческом событии. Конверты, перевезённые этими рейсами очень популярны и известны в некоторых случаях. Почтовое ведомство США довольно рано распознало потенциал оказания услуг филателистам в части конвертов первого полёта и в 1926 году в «The Postal Bulletin» появилась обширная инструкция почтмейстерам для обеспечения надлежащего их обращения и были введены соответствующие почтовые отметки.
Из-за небольшого веса перевозимых первыми рейсами грузов конверты первого полёта встречаются редко, пользуются спросом и стоят дорого. После Первой мировой войны число регулярных и специальных рейсов значительно возросло до такой степени, что некоторые современные рейсы носят настолько коммерческий характер, что перевозятся тысячи конвертов, которые ни один лётчик просто не в состоянии подписать. Таким образом, коллекционерам трудно справиться со всем объемом и разнообразием имеющихся для коллекционирования конвертов первого полёта, что вынуждает их специализироваться, несмотря на наличие определённых каталогов, призванных помочь им, таких как «American Air Mail Catalogue» («Каталог американской авиапочты»).

## Ранняя история

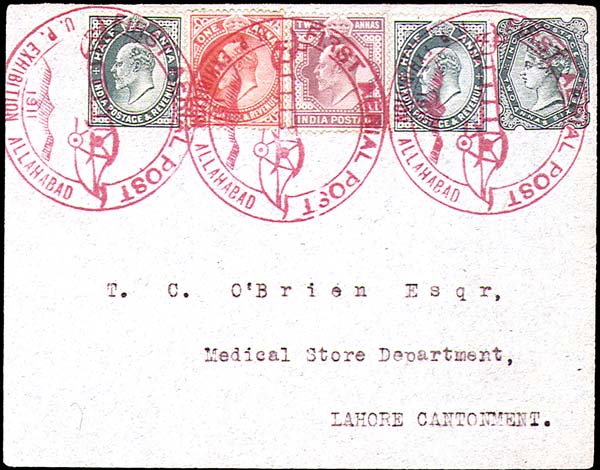
Аллахабадский конверт, доставленный первым в мире авиапочтовым рейсом в 1911 году

Первый официальный рейс по доставке почты между двумя городами состоялся 18 февраля 1911 года, во время проведения Промышленной и сельскохозяйственной выставки Соединённых провинций (англ. United Provinces Industrial and Agricultural Exhibition) в Индии. Молодой французский лётчик Анри Пеке доставил почту из места проведения выставки, Аллахабада, в Наини, который находится примерно в 8 километрах. Анри Пеке и его биплану «Соммер» понадобилось около 13 минут, чтобы преодолеть это расстояние. На перевезённых конвертах был поставлен оттиск большого круглого ярко-пурпурного штемпеля с текстом англ. «First Aerial Post, U.P. Exhibition Allahabad 1911» («Первая воздушная почта, выставка С. П. Аллахабад 1911») и на нескольких открытках лётчик поставил свой автограф. Пеке перевёз около 6 тысяч открыток и писем на борту самолёта.
Первый и единственный в Великобритании официальный полёт по транспортировке авиапочты перед Первой мировой войной состоялся в 1911 году по случаю коронации короля Георга V, когда между Лондоном (аэродром Хендон) и Виндзором 9-15 сентября была перевезена почта весом 926 фунтов. В следующем году состоялся немецкий почтовый рейс Имперской почты между Мангеймом и Гейдельбергом, во время которого были перевезены открытки первого полёта.

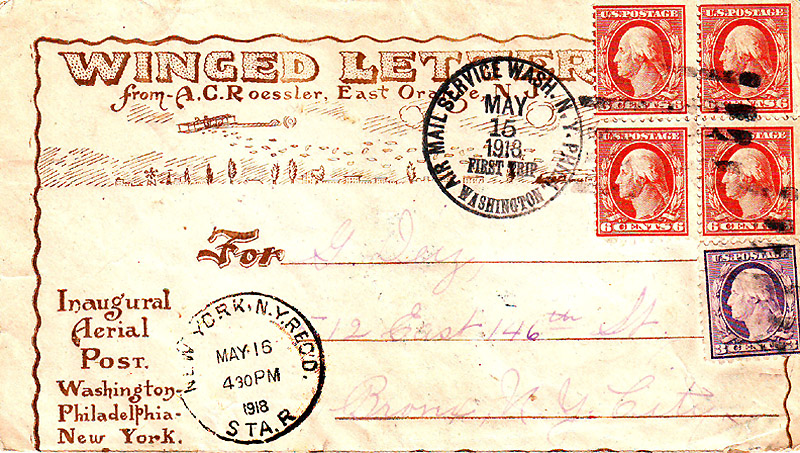
Конверт А. Ч. Рёсслера (A. C. Roessler), перевезённый первым регулярным Авиапочта США из Вашингтона в Нью-Йорк 15 мая 1918 года

Первый регулярное авиапочтовое сообщение в США открылось 15 мая 1918 года, когда осуществлялась доставка почты из Вашингтона в Нью-Йорк. При этом использовались бипланы армии США типа Curtiss JN-4 «Дженни», на которых летали военные лётчики, с промежуточной остановкой в Филадельфии (аэродром Бастлтон). Среди присутствовавших при отправлении первого рейса из Вашингтона были президент США Вудро Вильсон, главный почтмейстер США Альберт С. Берлсон, помощник министра ВМС США Франклин Д. Рузвельт. Лейтенант Джордж Л. Бойл был выбран для пилотирования самолёта № 38262 во время первого рейса в северном направлении, который оказался несколько менее успешным.